# فالديمار أوجوستيني
فالديمار أوْجوستيني Valdemar Augustiny (ولد في شليزفيج في 19 مايو 1897، ومات في 26 يناير 1979) هو كاتب روائي وأديب ألماني.
درس علوم اللغة الألمانية والفلسفة وتاريخ الفن في كيل وهامبورغ وبرلين.

## من أعماله
- الطوفان الكبير
- الحكي الليلي
- رجل مثل سيمسون
- أوتو مودرزون
- باولا مودرزون
- ولكن يبقى الحب

## روابط خارجية
- فالديمار أوجوستيني على موقع مونزينجر (الألمانية)